# Agrostis schimperiana
Agrostis schimperiana é uma espécie de gramínea do gênero Agrostis, pertencente à família Poaceae.